# Norii lui Magellan

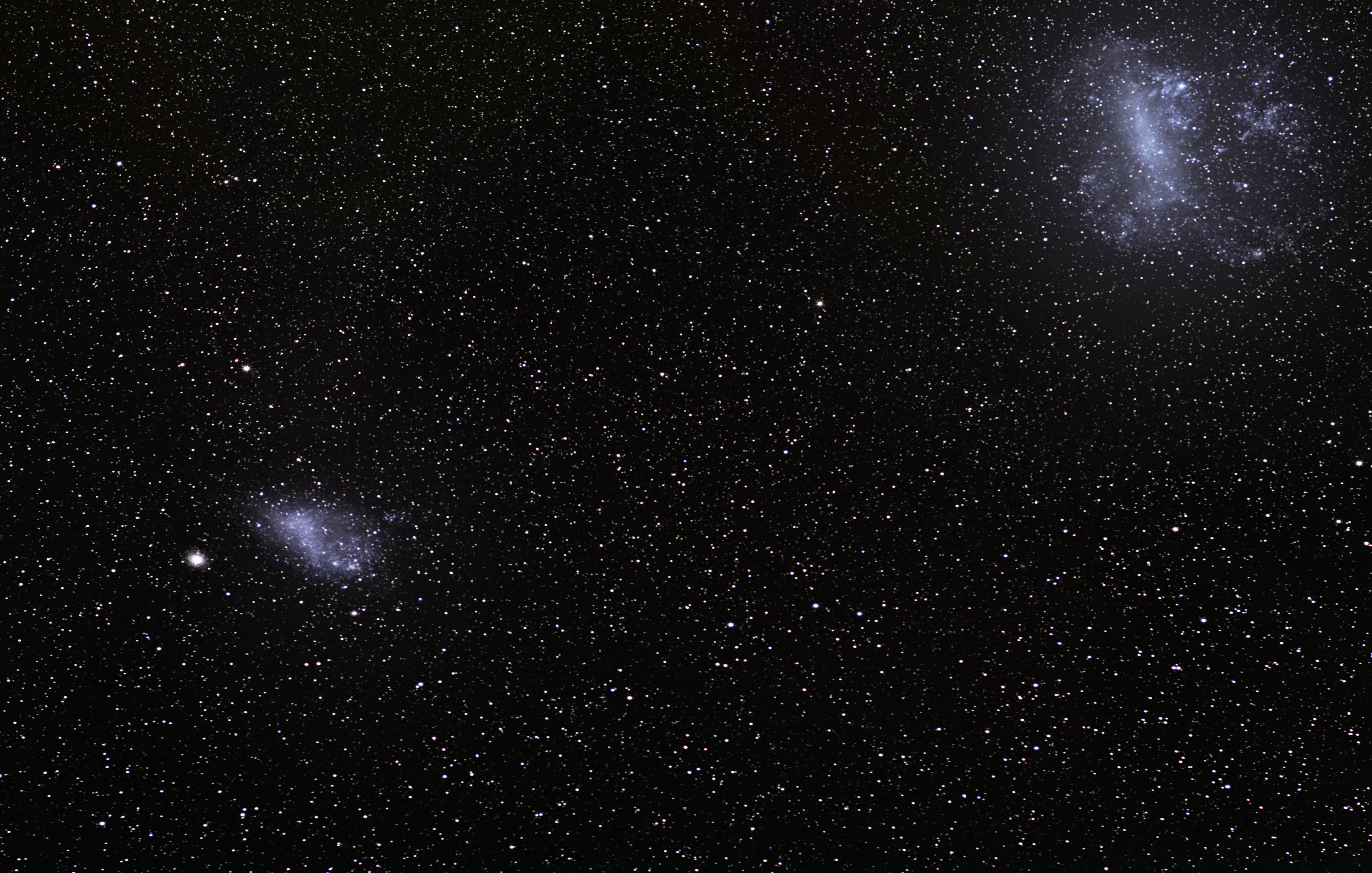
Micul Nor al lui Magellan (în stânga) și Marele Nor al lui Magellan (în dreapta) văzuți de la Observatorul European Austral.

Norii lui Magellan formează un grup de două galaxii pitice neregulate din Grupul Local și vecine Căii Lactee căreia ele sunt probabil satelite. Înrudite cu galaxiile spirale magellanice de tip SB(s)m, este vorba, pe de o parte, de Marele Nor al lui Magellan, situat la vreo 157.000 de ani-lumină (48,5 kpc) de Soare în constelațiile Peștele de Aur și Platoul, și, pe de altă parte, de Micul Nor al lui Magellan, situat la circa 197.000 de ani-lumină (61 kpc) în constelația Tucanul.

## Caracteristici
Separate pe cerul înstelat printr-un unghi de circa 21°, ele se află, una de cealaltă, la circa 75.000 de ani-lumină (23 kpc). Timp îndelungat ele au fost considerate ca fiind obiectele extragalactice cele mai apropiate de Calea Lactee, până când, în 1994, a fost descoperită Galaxia Pitică din Săgetătorul, de trei ori mai aproape.
Norii lui Magellan sunt obiectele du cer profund remarcabile ale emisferei sudice. Cu ochiul liber, par a fi fragmente din norul de stele care s-ar fi despărțit de Calea Lactee. În Marele Nor al lui Magellan, stele de o sută de ori mai masive decât Soarele străpung haloul Nebuloasei Tarantula, una dintre cele mai active pepiniere stelare din vecinătatea Galaxiei Noastre. Gaz și praf de stele care explodaseră constituie materia unor noi stele. Micul Nor al lui Magelan fabrică încă noi stele cu intermitență; unele dintre ele abia s-au născut în urmă cu câteva sute de milioane de ani. Cât despre Marele Nor al lui Magellan, aceste este o veritabilă uzină de stele.
Micul Nor al lui Magellan este legat de Marele Nor printr-un pod de gaze și de stelele denumit Podul Magellanic. El contribuie în general la Curentul Magellanic, o structură smulsă celor doi Nori de către forțele mareice galactice ale Căii Lactee.

## Istorie
Acești nori erau cu siguranță cunoscuți din timpuri foarte vechi de către locuitorii emisferei sudice. Prima mențiune a Marelui Nor al lui Magellan este datorată astronomului persan Al-Sufi în 924; în a sa Carte a „stelelor fixe”, el îl numește Al Bakr („boul alb”) și precizează că este invizibil la nord de Arabia sau de la Bagdad, dar este vizibil de la Strâmtoarea Bab el-Mandeb, la 12°15' latitudine nordică. Între europeni, fără îndoială Amerigo Vespucci a participat primul la observarea Norului precum și Pietro Martire d'Anghiera care a repetat obsevarea încă din 1504. Identificarea formală a fost făcută în timpul călătoriei lui Fernando Magellan (1519-1522) în cursul căreia aceste galaxii au fost din nou observate. Iată cum Antonio Pigafetta o raportează în relație cu călătoria: «Polul Antarctic nu este atât de înstelat cum este cel Arctic. Căci se văd mai multe stele mici congregate împreună, care sunt ca doi nori puțin separați unul de celălalt și puțin ofuscați, în mijlocul cărora sunt două stele nu prea mari, nici mult lucitoare și care se mișcă încet.»
Acum există indicii clare că Norii lui Magellan au dus întotdeauna o existență mult mai independentă decât ne-am imaginat. În primul rând, sunt mult mai strălucitori decât alte galaxii satelite ale Căii Lactee - până la punctul de a atrage atenția observatorilor fără instrumente optice. Sunt luminoase pentru că sunt aproape de noi și conțin un număr mare de stele. Sateliții cunoscuți ai Căii Lactee adăpostesc fiecare până la 10 milioane de stele. Micul Nor al lui Magellan conține aproximativ 3 miliarde, iar Marele Nor, probabil 30 de miliarde. În al doilea rând, norii nu arată ca galaxiile pitice sferoidale neregulate care gravitează în apropierea Căii Lactee și a altor mari galaxii spirale. În mod verosimil, este vorba despre galaxii altădată îndepărtate; doar recent au ajuns destul de aproape de Galaxia Noastră pentru că au fost perturbați de câmpul gravitațional al acesteia.

## Noi observații

Mișcarea stelelor în interiorul Podului Magellanic, văzută de sonda spațială Gaia.

Potrivit unui studiu din 2007, măsurătorile au scos în evidență că viteza Norilor lui Magellan este prea rapidă pentru a corespunde obiectelor aflate pe orbită în jurul Galaxiei Noastre. Aceasta pare să indice că aceste galaxii pitice (Norii lui Magellan) sunt doar în trecere în regiunea ocupată de Calea Lactee.
În 2006, cu ajutorul Telescopului Spațial Hubble, astronomii au măsurat mișcarea Norilor lui Magellan. Ei au observat deplasarea acestora în raport cu quasari situați la miliarde de ani-lumină mai departe (constituind astfel un fond aproape staționar în acest Univers, unde nimic nu rămâne cu adevărat imobil). Aceste măsurători par să indice faptul că acești nori urmează lungi orbite excentrice. Traiectoriile lor nu i-ar mai fi condus decât o singură dată înainte, în vecinătatea Galaxiei Noastre, de la crearea Universului.
Norii sunt legați între ei prin Podul Magellanic, în care stelele provenind din Micul Nor se îndreaptă spre cel Mare. Observații făcute de sonda spațială Gaia au permis să se pună în evidență această mișcare.

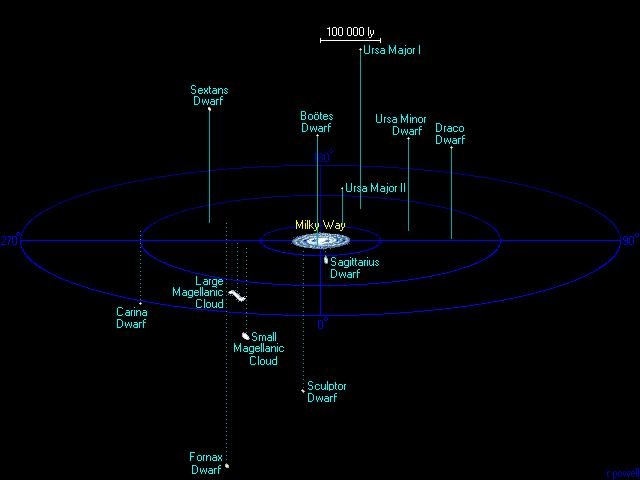
Localizarea Norilor lui Magellan.